# Parafia Krzyża Świętego w Siemianowicach Śląskich
Parafia Krzyża Świętego w Siemianowicach Śląskich – rzymskokatolicka parafia w Siemianowicach Śląskich. Przynależy ona do dekanatu Siemianowice Śląskie. Siedziba parafii położona jest przy ulicy Powstańców 2 w dzielnicy Centrum.

## Historia

### Powstanie parafii
Siemianowice w organizacji kościelnej należały pierwotnie do parafii w Czeladzi, w diecezji krakowskiej. Po wcieleniu dekanatu bytomskiego diecezji wrocławskiej, Siemianowice dostały się do parafii w Michałkowicach. Właściciel miasta, hrabia z rodu Henckel von Donnersmarck, ufundował kaplicę w swoim zamku, w 1830 roku. W 1834 roku administrator parafii michałkowickiej otrzymał pozwolenie na odprawianie tam mszy św.
Wzrost ludności w Siemianowicach spowodował decyzję o budowie kościoła. Zezwolenie uzyskano od biskupa wrocławskiego w 1866 roku, a rok później wbudowano kamień węgielny. 28 listopada 1867 roku tymczasowy kościół poświęcił dziekan Pressfreund. Pierwszym duszpasterzem nowej lokali, był ks. Hugon Stabik, bratanek proboszcza z Michałkowic ks. Antoniego Stabika. Należało do niej około 9 tys. parafian. 1 kwietnia 1873 roku Siemianowice uzyskały status parafii. Pierwszym proboszczem został ks. Hugon Stabik.

### Budowa kościoła parafialnego

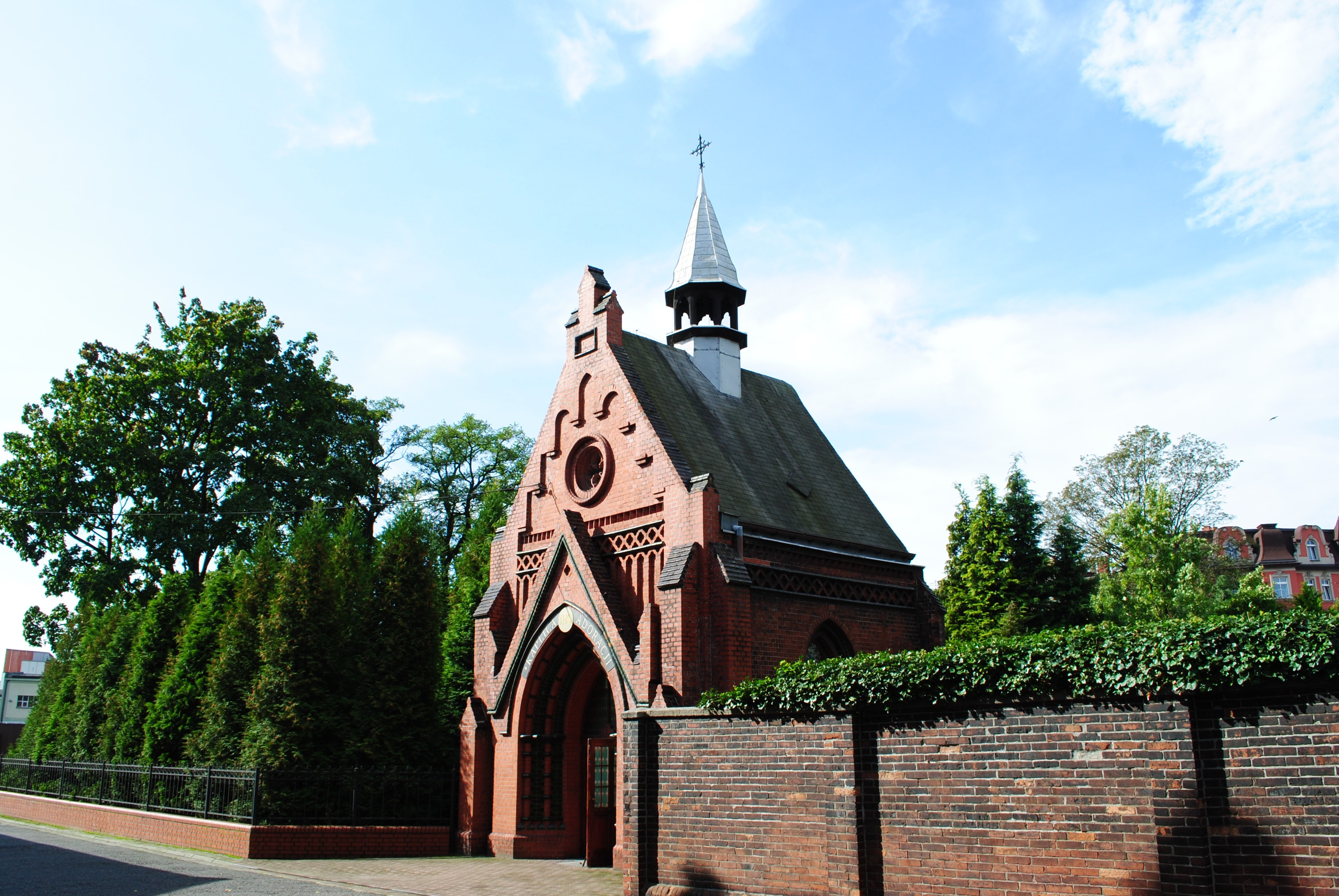
Kaplica całodziennej adoracji Najświętszego Sakramentu

23 września 1884 roku biskupa Hermann Gleich z Wrocław poświęcił kościół pod wezwaniem Tajemnicy Podwyższenia Krzyża. Koszty budowy wyniosły 300 tysięcy ówczesnych marek niemieckich. Kościół zbudowany został w stylu neogotyckim. Ma 32 m wysokości, 29,20 m długości i 54,05 m wysokości. Na początku posiadał trzy ołtarze: św. Józefa i św. Barbary, później dobudowano ołtarz św. Krzyża, Matki Boskiej i św. Teresy od Dzieciątka Jezus. Organy skonstruowała firma Schlag ze Świdnicy. Droga krzyżowa i obrazy do głównego ołtarza namalował artysta z Wrocławia, Joseph Fahnroth. Bardzo kunsztowna ambona była wzorowana na kazalnicy z kościoła św. Trójcy w Bytomiu również była dziełem architekta Friedricha von Schmidta z Wiednia i rzeźbiarza Lusta z Wrocławia. Dzwony wykonała, znana wówczas, firma ludwisarska A. Geittner Söhne z Wrocławia. Zostały one jednak zarekwirowane w 1917 roku przez wojsko, dlatego w 1922 roku proboszcz Kunze zamówił w tej samej firmie nowe dzwony.

## Proboszczowie
Historyczny spis wszystkich księży proboszczy pełniących posługę kapłańską wraz z datami piastowania stanowiska w Parafii Krzyża Świętego w Siemianowicach Śląskich:
- Ks. Hugon Stabik (1873 – 1886)
- Ks. Andrzej Świder (1886 – 1908)
- Ks. Franciszek Kunze (1909 – 1924)
- Ks. Augustyn Koźlik (1924 – 1938)
- Ks. Jan Broy (1938 – 1962)
- Ks. Stanisław Czapik (1962 – 1968)
- Ks. Franciszek Jerominek (1968 – 1982)
- Ks. Joachim Studnik (1982 – 1996)
- Ks. Stanisław Nocoń (1996 – 2022)
- Ks. Adam Zakrzewski (2022 – nadal)

## Działalność parafialna
Parafia liczyła w 2020 roku około 12 tys. mieszkańców. Na jej terenie znajdują się kaplice, w tym także szpitalne, oraz zgromadzenie sióstr Boromeuszek, które przybyły do miasta w 1883 roku. Parafia ma swoją gazetkę – Krzyżyk, którą zaczęto wydawać w 1934 roku, pierwotnie pod nazwą Wiadomości Parafialne Kościoła św. Krzyża Siemianowice Śl. Przy parafii działają grupy, ruchy i stowarzyszenia katolickie, takie jak: Dzieci Maryi, Ministranci, Schola, Oaza Młodzieżowa, Duszpasterstwo Akademickie, Roboczo-modlitewna wspólnota mężczyzn, Katecheza dla dorosłych, Katolicka Odnowa w Duchu Świętym, Franciszkański Zakon Świeckich, Koło przyjaciół Radia Maryja, Parafialny zespół charytatywny, Chór parafialny czy Oaza Rodzin.